# Leszek Mordarski
Leszek Andrzej Mordarski (ur. 23 października 1955 w Limanowej) – polski muzyk, pedagog i nauczyciel dyplomowany muzyki i wiedzy o kulturze, profesor oświaty, instruktor muzyczny, sędzia szachowy.

## Życiorys
Syn Ludwika i Krystyny z Wojsów. W 1978 ukończył wychowanie muzyczne w Wyższej Szkole Pedagogicznej w Kielcach, w roku akademickim 2003/2004 uzyskał certyfikat Studiów Europejskich w Wyższej Szkole Ekonomii i Informatyki w Krakowie, w 2005 ukończył podyplomowe studia na Uniwersytecie Rzeszowskim z wiedzy o kulturze.
W lipcu 2001 nabył tytuł nauczyciela dyplomowanego. W październiku 2019 otrzymał z rąk ministra edukacji narodowej najwyższe w szkolnictwie uznanie, tytuł honorowy profesora oświaty za wyróżniające się osiągnięcia w pracy dydaktycznej i wychowawczej w Zespole Szkół Budowlanych w Nowym Sączu (1978-1989) i limanowskich szkołach średnich (1989-2021).
Wraz z ojcem Ludwikiem dokumentował miejscowy folklor muzyczny. Razem opublikowali zapisy nutowe zebranych melodii ludowych, obrzędów i zwyczajów. Był to rezultat kilkudziesięciu lat archiwizowania i gromadzenia tych materiałów, które znalazły się w książce z 2005 w serii Dziedzictwo Kulturowe, tom IX pt. Muzyka ziemi limanowskiej (ISBN 83-909093-8-3) wydany przez sekcję Polską CIOFF.
Posiadane kwalifikacje, a także licencja instruktora muzycznego kategorii pierwszej (nr 59/24/79), pozwalają mu na prowadzenie zajęć z zespołami muzycznymi. Był członkiem, instrumentalistą i instruktorem muzycznym kapeli Regionalnego Zespołu Pieśni i Tańca Limanowianie (1970-2010) oraz instrumentalistą Orkiestry Dętej i Big Bandu Echo Podhala (1975-2010).

## Twórczość i działalność muzyczna

### Zespół Instrumentalno-Wokalny Consonans
Zespół założył w 1970 w Zespole Szkół Nr 1 w Limanowej jego ojciec, nauczyciel muzyki Ludwik Mordarski, najpierw jako instrumentalno-wokalny Decybele, od 1975 pn. Zespół Instrumentalno-Wokalny Consonans, w którym Leszek Mordarski występował w latach 1970–1974 jako uczeń, a w latach 1989–2020 prowadził samodzielnie. Uczy młodzież gry na instrumentach muzycznych, aranżacji utworów oraz śpiewu, rozwijając jej sztukę muzyczną i wyobraźnię. Przygotowuje i opracowuje repertuar do występów zespołu na festiwalach, przeglądach i konkursach o charakterze patriotycznym, poezji śpiewanej, literackiej, religijnej, turystycznej i autorskiej w całym kraju. Zespół zdobył wiele nagród, m.in.:
- Grand Prix dla solistki zespołu podczas XXII Małopolskiego Przeglądu Twórczości Dzieci i Młodzieży Triada (2013)
- I miejsce w V Ogólnopolskim Festiwalu Pieśni Patriotycznej (2014)
- II miejsce dla solistki zespołu w Ogólnopolskim Festiwalu Piosenki Turystycznej (2016)

Z okazji 45-lecia zespołu Rada Miasta w Limanowej nadała mu w 2015 tytuł i medal Przyjaciel Miasta Limanowa. Za swą pracę pedagogiczną i wychowawczą z młodzieżą otrzymał w 2018 nagrodę Ministra Edukacji Narodowej.
Współorganizator i sędzia turniejów szachowych dla młodzieży szkół podstawowych, gimnazjalnych oraz ponadgimnazjalnych na szczeblu powiatowym, a także Ogólnopolskich Igrzysk Młodzieży Szkół Budowlanych w Szachach. Praca została doceniona odznakami: brązową (2001), srebrną (2007) i złotą (2014) Polskiego Związku Szachowego oraz odznaką Za zasługi dla sportu (2017) od Ministra Sportu.
Uczestniczy w życiu społecznym swego środowiska, za co w 2003 otrzymał tytuł i medal Za zasługi dla Miasta Limanowa. W 2014 działał aktywnie w pracach komitetu obchodów 100. rocznicy Bitwy pod Limanową, z którego inicjatywy posadowiono obelisk z pamiątkową tablicą oraz wybito i wydano okolicznościowy medal. Od jesieni 2017 wiceprezes Stowarzyszenia Limanowianie na Niepodległość, a w 2018 został wybrany na radnego Rady Miasta Limanowa w kadencji 2018-2023. Ponownie uzyskał mandat radnego miejskiego w kwietniu 2024, a 7 maja 2024 został wybrany przewodniczącym Rady Miasta Limanowa.

## Publikacje

### Publikacje własne i opracowania
- 40 lat Regionalnego Zespołu Pieśni i Tańca Ziemi Limanowskiej „Limanowianie” [opracowanie tekstu: Ludwik Mordarski i Leszek Mordarski], Wyd. Limanowski Dom Kultury, Limanowa 2010
- Z gitarą i mikrofonem przez 45 lat zespołu „Consonans” 1970-2015: w obrazach i wspomnieniach [opracowanie redakcyjne: Leszek Mordarski, Wiesław Dutka, Barbara Piechura], Wyd. Stowarzyszenie Razem dla Regionu, Limanowa 2015, ISBN 978-83-934007-1-3.
- Złoty Jubileusz zespołu „Consonans” [opracowanie redakcyjne: Leszek Mordarski], Wyd. Stowarzyszenie Razem dla Regionu Limanowa 2020, ISBN 978-83-934007-2-0.
- Lachy Limanowskie – ich muzyka, instrumenty i obyczaje – praca dydaktyczna
- Przez wiek – po dzień dzisiejszy. Rzecz o orkiestrze „Echo Podhala” 1923-2023, Wyd. Limanowski Dom Kultury, Limanowa 2023, ISBN 978-83-942300-4-3.

## Filmografia
- Bacówki i tradycje pasterskie na Ziemi Limanowskiej w Beskidzie Wyspowym (z ojcem Ludwikiem, współautor scenariusza i wywiadu)
- Twórcy instrumentów ludowych i instrumentaliści Ziemi Limanowskiej (obraz w technice video; współtwórca z ojcem Ludwikiem)
- Limanowskie boje Józefa Piłsudskiego (autor scenariusza i zdjęć)
- Film o tańcach, strojach i muzyce lachów limanowskich
- Film dokumentalny Limanowa

## Ordery i odznaczenia
- Krzyż Kawalerski Orderu Odrodzenia Polski za wybitne zasługi dla rozwoju edukacji artystycznej, za upowszechnianie i kultywowanie tradycji ludowych oraz kultury regionalnej (2020)[5]
- Złoty Krzyż Zasługi za zasługi w upowszechnianiu i kultywowaniu tradycji ludowych (2015)[6]
- Srebrny Krzyż Zasługi (2006)[7]
- Medal Stulecia Odzyskanej Niepodległości (2020)[8]
- Medal „Zasłużony Kulturze Gloria Artis” (2009)[9]
- Odznaka „Zasłużony Działacz Kultury” (2003)
- Medal Komisji Edukacji Narodowej (2009)
- Medal Polonia Minor (2019)[10]
- Srebrny Krzyż Małopolski (2018)[11]